# Rathaus (Adelshofen)

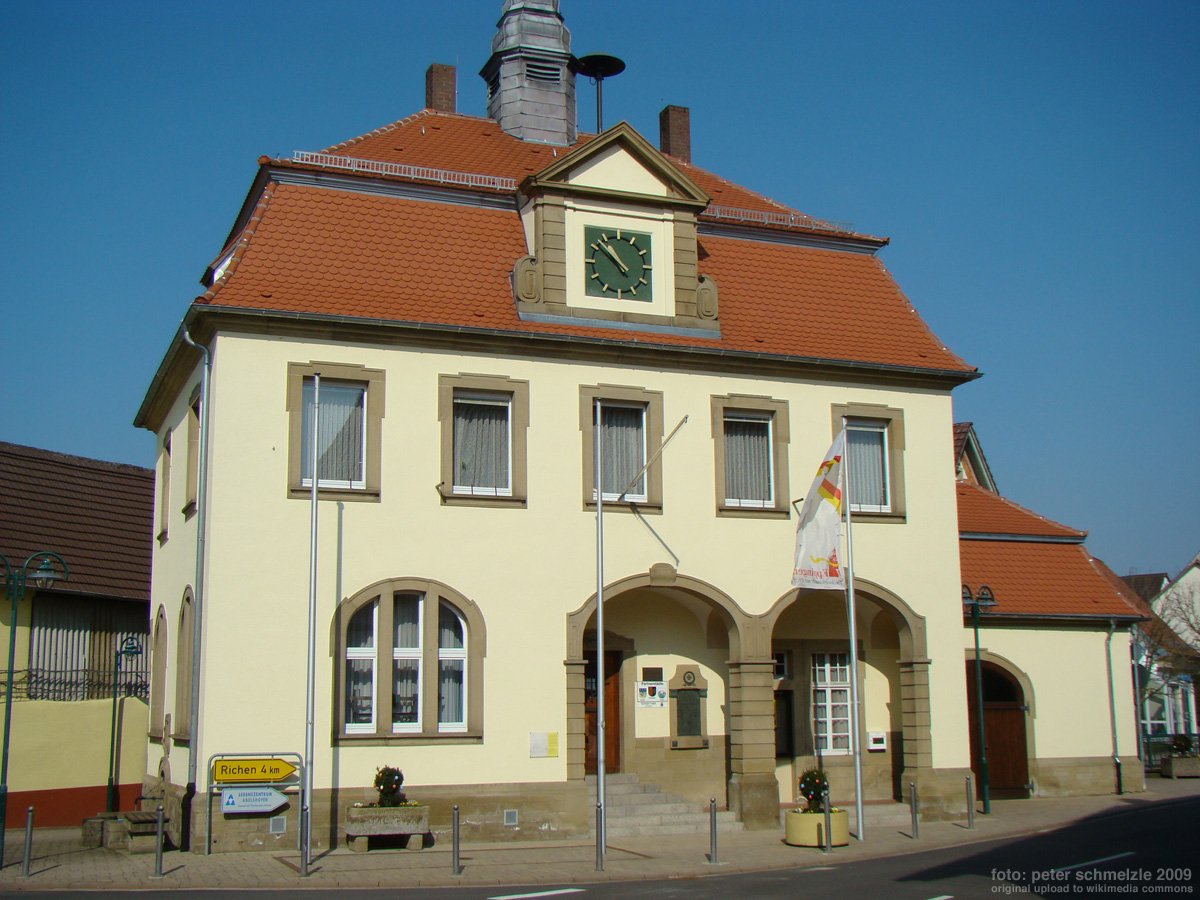
Das alte Rathaus in Adelshofen

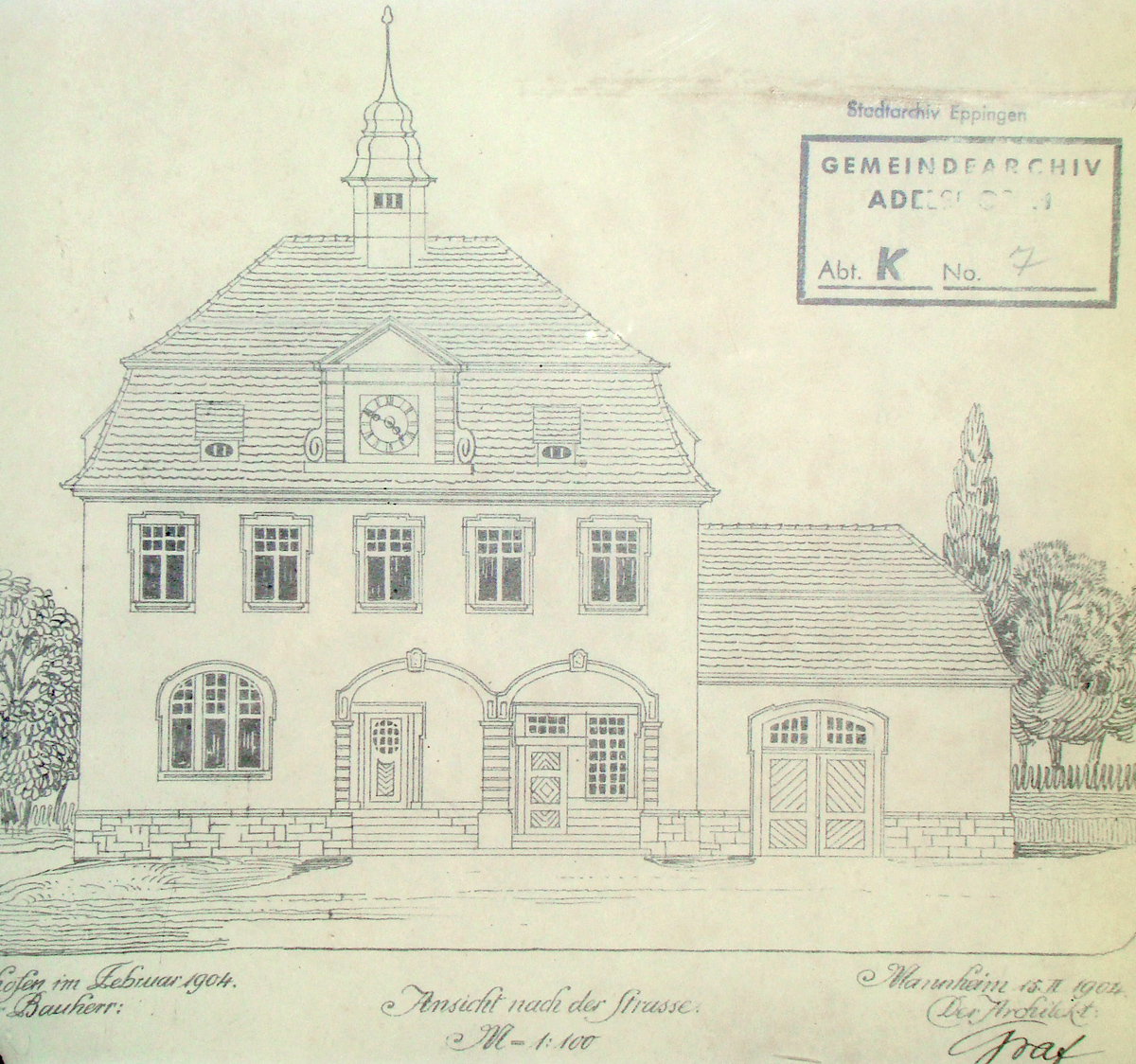
Bauplan von 1902

Das Rathaus in Adelshofen, einem Stadtteil von Eppingen im Landkreis Heilbronn im nördlichen Baden-Württemberg, wurde 1904/05 im Jugendstil erbaut. Das Gebäude war Rathaus bis zur Eingemeindung Adelshofens nach Eppingen und ist seitdem Verwaltungsstelle.

## Geschichte
Ein älteres Rathaus in Adelshofen aus der Zeit nach dem Dreißigjährigen Krieg wurde bereits 1884 vom badischen Bezirksamt Eppingen wegen seines schlechten Bauzustandes beanstandet. Die Ausführung eines Neubaus zog sich jedoch noch zwei Jahrzehnte hin.
Das Rathaus wurde durch Regierungsbaumeister Graf aus Mannheim geplant, ab 1904 erbaut und im August 1905 eingeweiht. Das Gebäude war Rathaus bis zur Eingemeindung Adelshofens nach Eppingen im Jahr 1971 und ist seitdem Verwaltungsstelle (Bürgerbüro). Neben dem eigentlichen Zweck als Sitz der Verwaltung wurde das Gebäude in der Vergangenheit auch zu vielen anderen Zwecken genutzt; es fanden dort Versammlungen, Chorproben, Schulunterricht und Fortbildungen, Fleischverkauf und Tabakbegutachtungen statt. Zeitweise war das Gebäude auch Sitz der örtlichen Postfiliale, in den 1930er Jahren diente es auch für Filmvorführungen.

## Beschreibung
Das Gebäude ist ein zweigeschossiges Gebäude mit zwei Dachgeschossen, Rathausuhr an einer Dachgaube und Glockentürmchen. Das Gebäude ist mit seiner Vorderseite nach Süden ausgerichtet. In der linken Seite des Erdgeschosses war ursprünglich der Bürgersaal, mittig das Treppenhaus, rechts ein Wachlokal, daran anschließend eine Arrestzelle. Der etwas zurückgesetzte Eingangsbereich ist von einer zweibogigen Laube vor Witterungseinflüssen geschützt. Im Obergeschoss befand sich links das Bürgermeisterzimmer, dahinter der Raum der Gemeindekasse. Auf der rechten Seite des Obergeschosses befanden sich der Raum des Grundbuchbüros und dahinter ein feuersicherer Raum zur Aufbewahrung von Akten. Nach Osten hin ist ein eingeschossiger Anbau, der ursprünglich als Spritzenhaus genutzt wurde.
An der westlichen Giebelseite befindet sich ein Brunnen mit Stadtwappen. Unter der Laube ist eine gleichzeitig mit dem Rathaus eingeweihte Gedenktafel für die Kriegsteilnehmer 1870/71 angebracht.

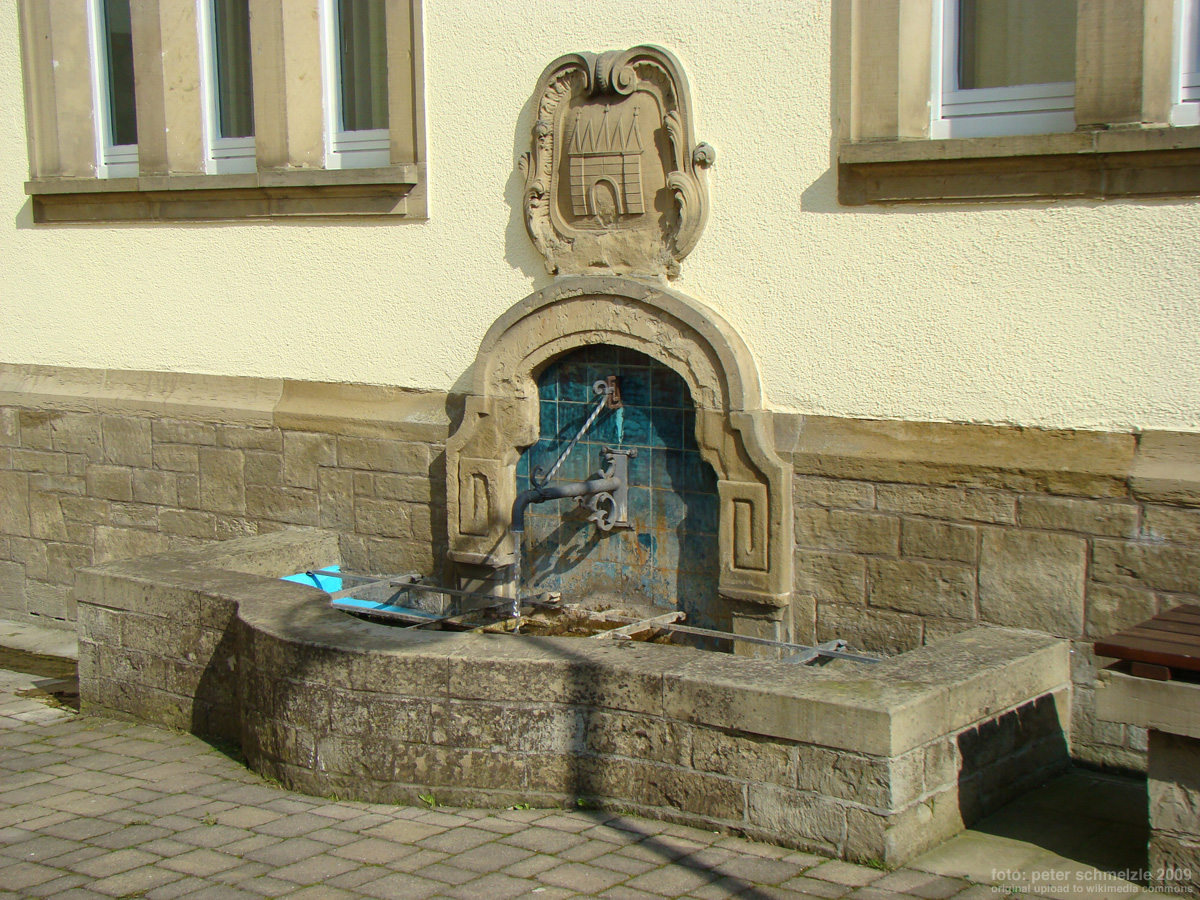
Rathausbrunnen mit Wappen von Adelshofen
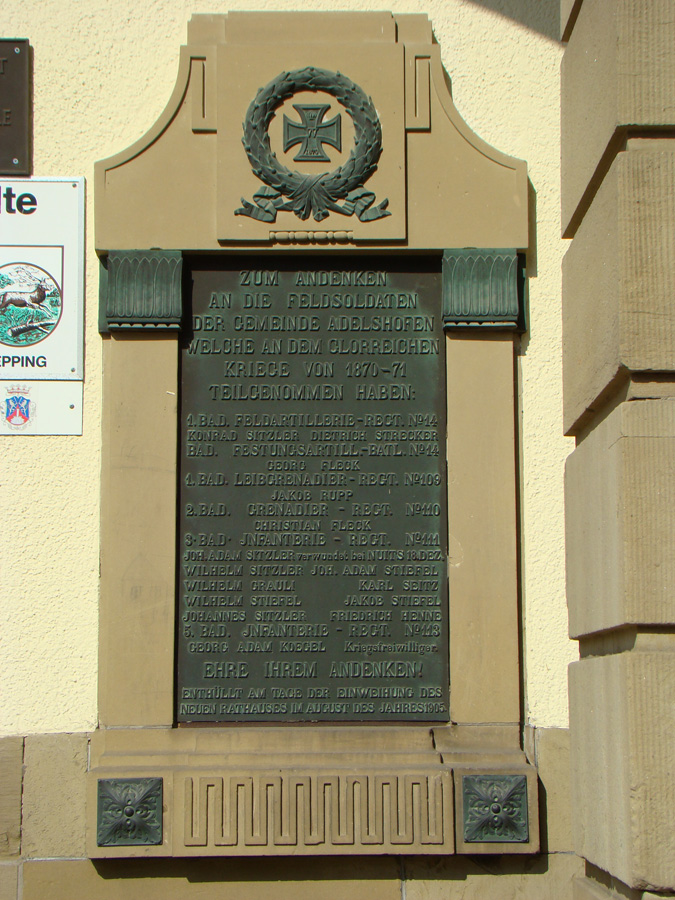
Gedenktafel für Kriegsteilnehmer 1870/71